# Syrta
Syrta je město v Libyi. Leží na jižním pobřeží zálivu Velká Syrta, podle kterého se jmenuje, zhruba na půl cesty mezi Benghází a Tripolisem, hlavním městem Libye.
Významným syrtským rodákem je dlouholetý vůdce Libye Muammar Kaddáfí. Po pádu Tripolisu během občanské války v srpnu 2011 byla Syrta prohlášena za hlavní město džamáhíríje.
V říjnu 2011 Syrta padla jako poslední město do rukou libyjských rebelů. Zapsala se tak do dějin jako místo, kde byl zastřelen dlouholetý vůdce Libye Muammar Kaddáfí.